# Franz Bi
Pour les articles homonymes, voir Bi.
Franz Bi, pseudonyme de Franz Bartlakowski (né le 2 avril 1899 à Berlin, mort le 25 décembre 1968 à Rothenburg ob der Tauber) est un chef décorateur allemand.

## Biographie
Fils du peintre décorateur Franz Bartlakowski, il reçoit une formation d'ingénieur et de peintre et étudie l'architecture et la décor à la Vereinigte Staatsschulen für freie und angewandte Kunst. Il travaille dans l'architecture extérieure et intérieure.
De 1930 à 1932, Franz Bi travaille comme scénographe à Berlin et, en avril 1939, il est engagé comme chef décorateur assistant. À partir de 1940, Bi travaille comme décorateur en chef pour la société Tobis et plus tard pour d'autres sociétés de production. En plus d'une multitude de films de divertissement léger, Bi participe à la production de deux films de propagande des réalisateurs Hans Bertram (Escadrille de bombardement Lützow) et Erich Engels (Die goldene Spinne).
Après la Seconde Guerre mondiale, il participe à la reconstruction de Rothenburg ob der Tauber où il s'était retiré en 1944. Bi travaille principalement avec ses collègues Botho Höfer et, à partir de 1953, Bruno Monden, jusqu'à sa retraite du cinéma en 1960. Il travaille après pour la télévision pendant trois ans.

## Filmographie
- 1941 : Escadrille de bombardement Lützow
- 1941 : Charivan
- 1941 : Kleine Mädchen - große Sorgen
- 1942 : Die Nacht in Venedig
- 1942 : Der Fall Rainer
- 1943 : Geliebter Schatz (de)
- 1943 : Wenn der junge Wein blüht
- 1943 : Die goldene Spinne (de)
- 1944 : Seinerzeit zu meiner Zeit
- 1945 : Ein Mann wie Maximilian
- 1945 : Im Tempel der Venus (de)
- 1949 : Dreimal Komödie (de)
- 1949 : Du bist nicht allein (de)
- 1950 : Fünf unter Verdacht (de)
- 1950 : Der Mann, der zweimal leben wollte
- 1950 : Vom Teufel gejagt (de)
- 1951 : Fanfaren der Liebe (de)
- 1952 : Haus des Lebens
- 1952 : Die große Versuchung
- 1952 : Je m'appelle Nicky (de)
- 1952 : Der weißblaue Löwe (de)
- 1953 : L'amour n'est pas un jeu
- 1953 : Sérénade de la rue
- 1953 : Toi et moi (de)
- 1954 : Hoheit lassen bitten (de)
- 1954 : Le Beau Danube bleu
- 1955 : Roman d'une adolescente
- 1955 : André et Ursula (de)
- 1956 : San Salvatore (de)
- 1957 : Ein Stück vom Himmel
- 1957 : Vater, unser bestes Stück (de)
- 1958 : Wir Wunderkinder
- 1958 : Les Chiens sont lâchés
- 1959 : Pris au piège (de)
- 1959 : Ein Sommer, den man nie vergißt (de)
- 1959 : Musique de mon cœur (de)
- 1959 : La Vache et le Prisonnier
- 1960 : Der fehltritt (TV)
- 1960 : Sérénade à deux (de)
- 1960 : Le Pont du destin (de)
- 1960 : Agatha, laß das Morden sein! (de)
- 1960 : Die zornigen jungen Männer
- 1961 : Der Fall Winslow (TV)
- 1962 : Lockende Tiefe (TV)
- 1962 : Mr. Pim möchte nicht stören (TV)
- 1963 : Teufelskreise
- 1963 : Geliebt in Rom
- 1964 : Clicquot & Co.